# Шемери сир Бар
Шемери сир Бар (фр. Chémery-sur-Bar) насеље је и општина у североисточној Француској у региону Шампањ-Арден, у департману Ардени која припада префектури Седан.
По подацима из 2011. године у општини је живело 431 становника, а густина насељености је износила 18,85 становника/km². Општина се простире на површини од 22,87 km². Налази се на средњој надморској висини од 164 метара.

## Демографија
| 1962. | 1968. | 1975. | 1982. | 1990. | 1999. | 2011. |
| ----- | ----- | ----- | ----- | ----- | ----- | ----- |
| 355   | 406   | 373   | 403   | 418   | 437   | 431   |

График промене броја становника у току последњих година